# یواس‌اس موسکوتا

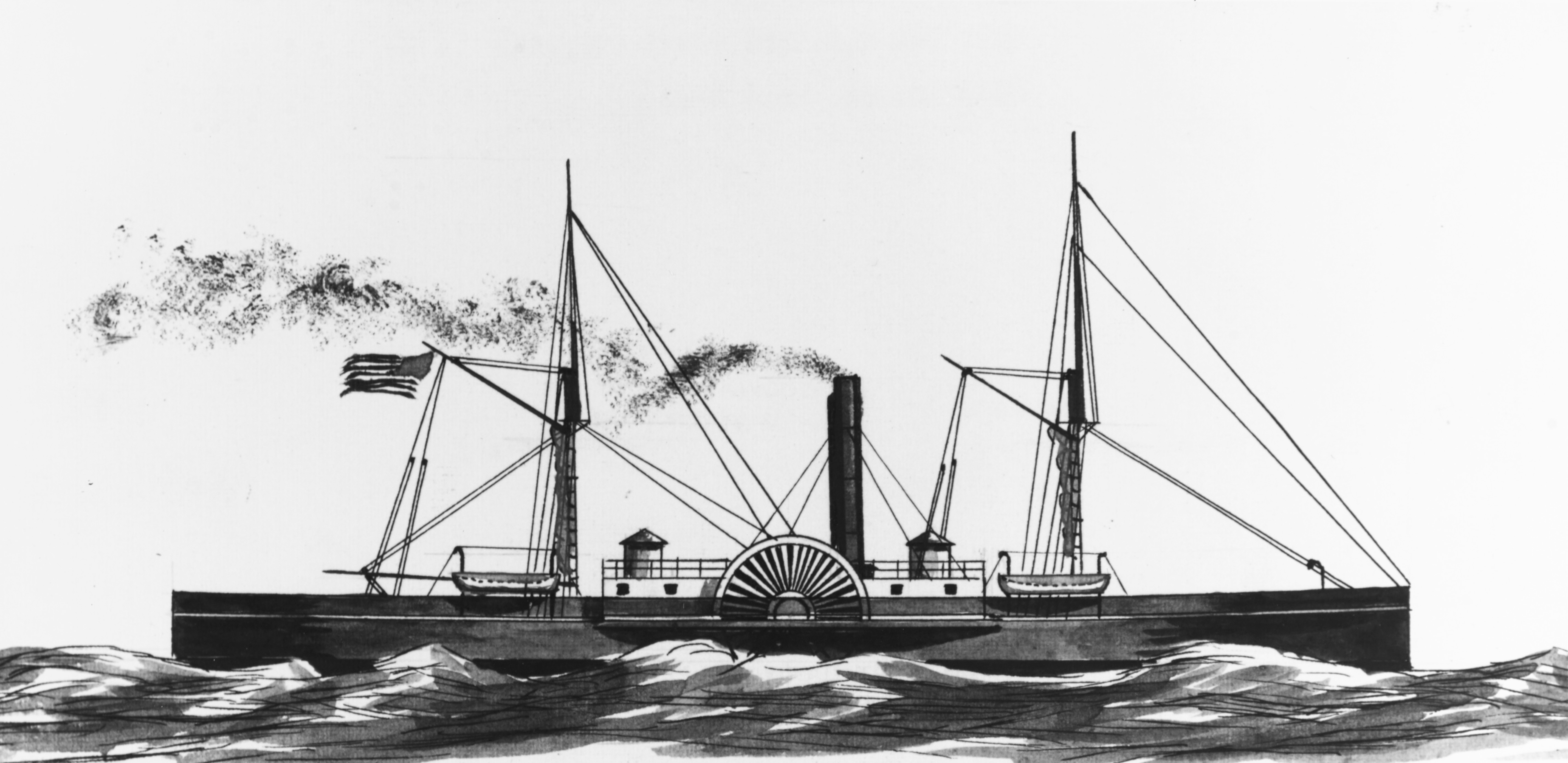
نقاشي آبرنگ كشتي موسكوتا

یواس‌اس موسکوتا (به انگلیسی: USS Muscoota) یک کشتی بود. این کشتی در سال ۱۸۶۴ ساخته شد.